# Does It Matter
Does It Matter is een single van het Nederlandse zanger Janieck uit 2017. 

## Achtergrond
Does It Matter is geschreven door Eelke Kalberg en Sebastiaan Molijn en geproduceerd door Tony Verdult, Alon Dreesde en Janieck. Het is een "tropical house"-bewerking van het lied Better Off Alone van Alice Deejay. Voor deze versie is er tekst bijgeschreven, gezongen door Janieck. In 2018 waren er twee officiële remixen, een door Alle Farben en een door Denis First en Reznikov, uitgebracht.

## Hitnoteringen
Het lied was een bescheiden hit in Europa. De hoogste notering werd behaald in Finland, waar het tot de twaalfde plek kwam in de zeven weken dat het in de hitlijst stond. In de Nederlandse Top 40 was het vijf weken te vinden en piekte het op de 33e plaats. De hoogste notering in de Vlaamse Ultratop 50 was de 43e positie en het stond twee weken in de lijst. Ten was het twaalf weken in de Single Top 100 te vinden, waar het de 68e plaats bereikte.